# Edgar Nemir
Edgar Nemir est un lutteur américain spécialiste de la lutte libre né le 23 juillet 1910 à Waco et mort le 1er février 1969.

## Biographie
Edgar Nemir participe aux Jeux olympiques d'été de 1932 à Los Angeles dans la catégorie des poids plumes et remporte la médaille d'argent.